# Grindbacka

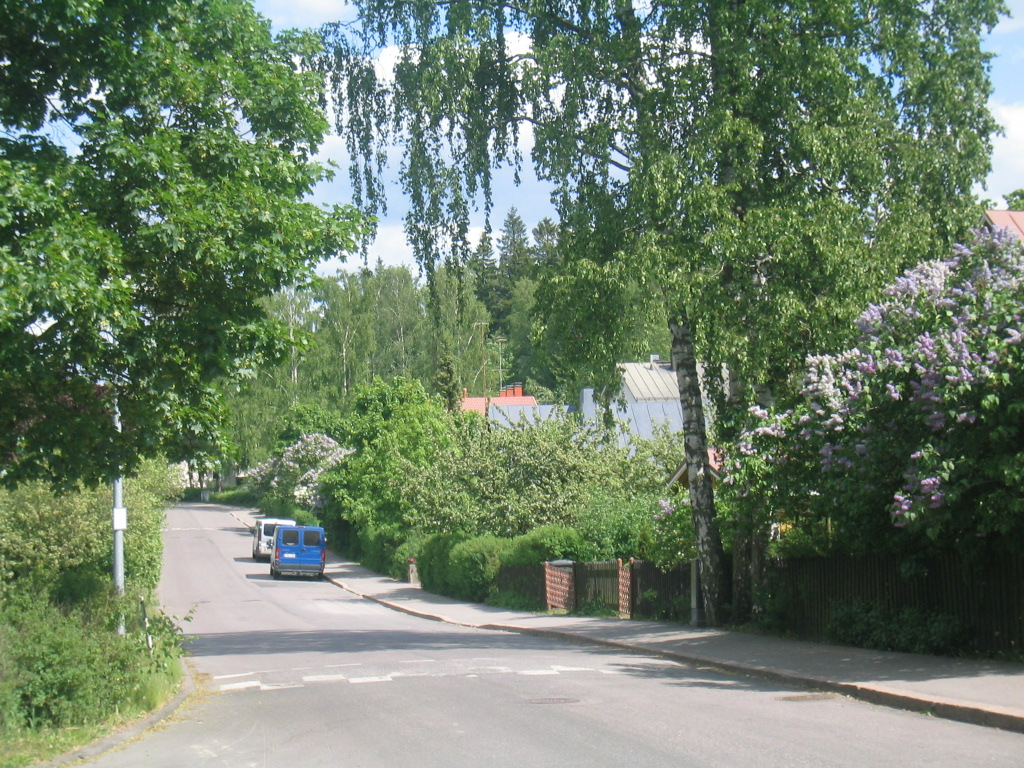
Gata i Grindbacka

Grindbacka (finska: Veräjämäki) är en del av Åggelby distrikt i Helsingfors stad. 
Grindbacka är ett radhus- och egnahemshusbetonat område. Området avgränsas i väster av Stambanan och i norr av Hertonäs hamns gamla järnväg som i dag används som servicebana för Helsingfors metro, samt av Vanda å i öster. Vid Vanda å finns en allmän simstrand. 